# Dorzé (langue)
Pour les articles homonymes, voir Dorzé.
Le dorzé est une langue afro-asiatique parlée par les Dorzés en Éthiopie.

## Classification
Le dorzé est classé parmi les langues couchitiques occidentales, un sous-groupe aussi appelé omotique. Les langues omotiques sont considérées par certains linguistes comme étant une branche des langues afro-asiatiques et non comme appartenant au couchitique.
La langue est classée par Bender (1988) dans le sous-groupe de l'ométique septentrional.